# 퍼스트 내셔널 픽처스
퍼스트 내셔널 픽처스(First National Pictures, Inc.)는 미국의 영화사였다. 원래는 '퍼스트 내셔널 극장연합'(First National Exhibitors' Circuit)으로 1917년 설립되어 할리우드 3대 영화사에 속하였으나 1929년, 워너브라더스에 매각되었다.

## 영화
- 타잔 - 엘모 린콘 편 1
- 개의 생활
- 키드 (1921년 영화)
- 톨라블 데이빗
- 올리버 트위스트 (1922년 영화)
- 순례자 (영화)
- 잃어버린 세계 (1925년 영화)
- 강자 (영화)
- 패튼트 레더 키드
- 누스 (1928년 영화)
- 정염의 미녀

### 워너브라더스의 자회사로서
- 새벽의 출격 (1930년 영화)
- 파이브 스타 파이널
- 리틀 시저
- 프러테이션 워크
- 1935년의 황금광들